# Vertebra toracica

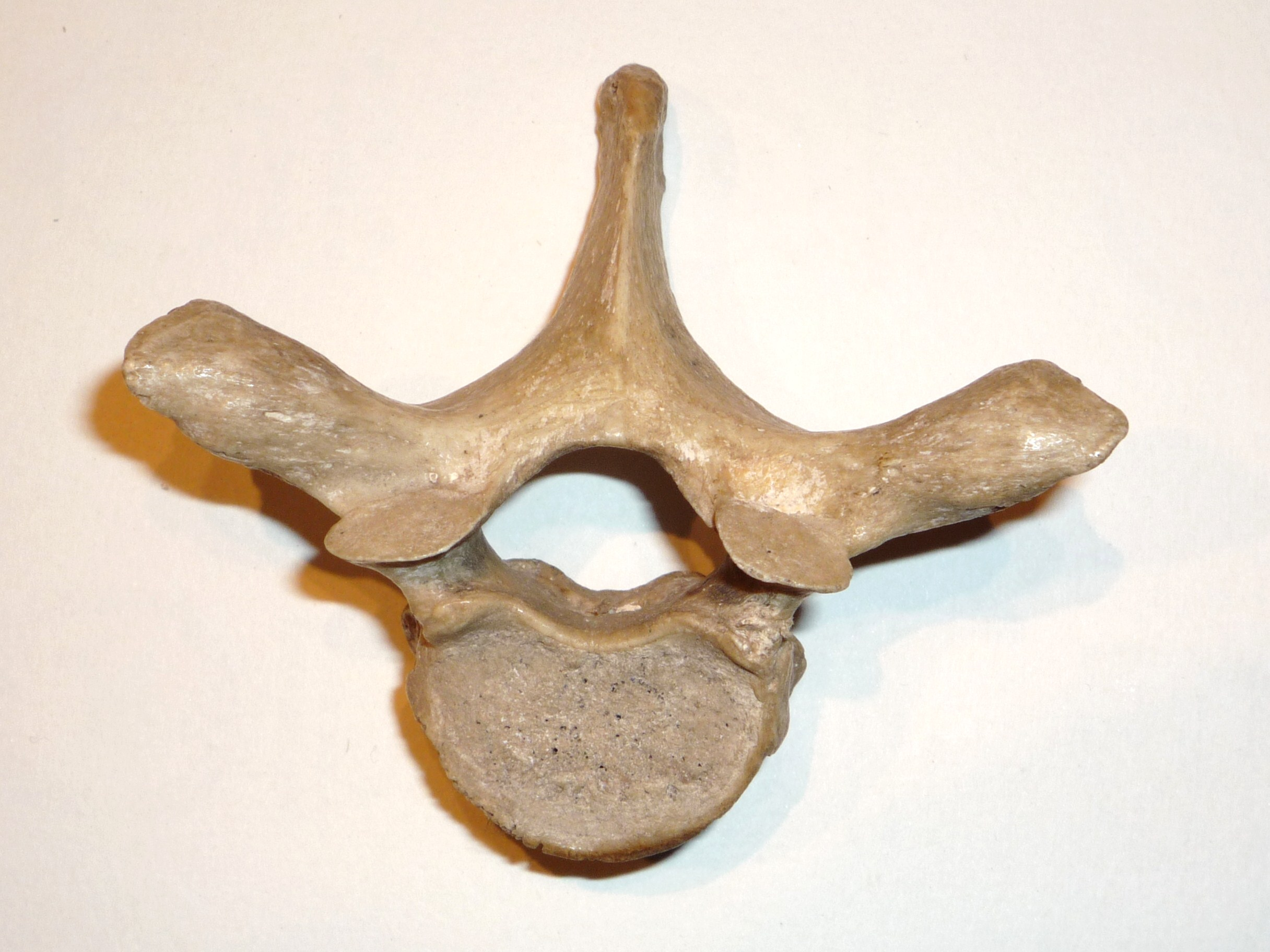
Una vertebra toracica vista superiormente

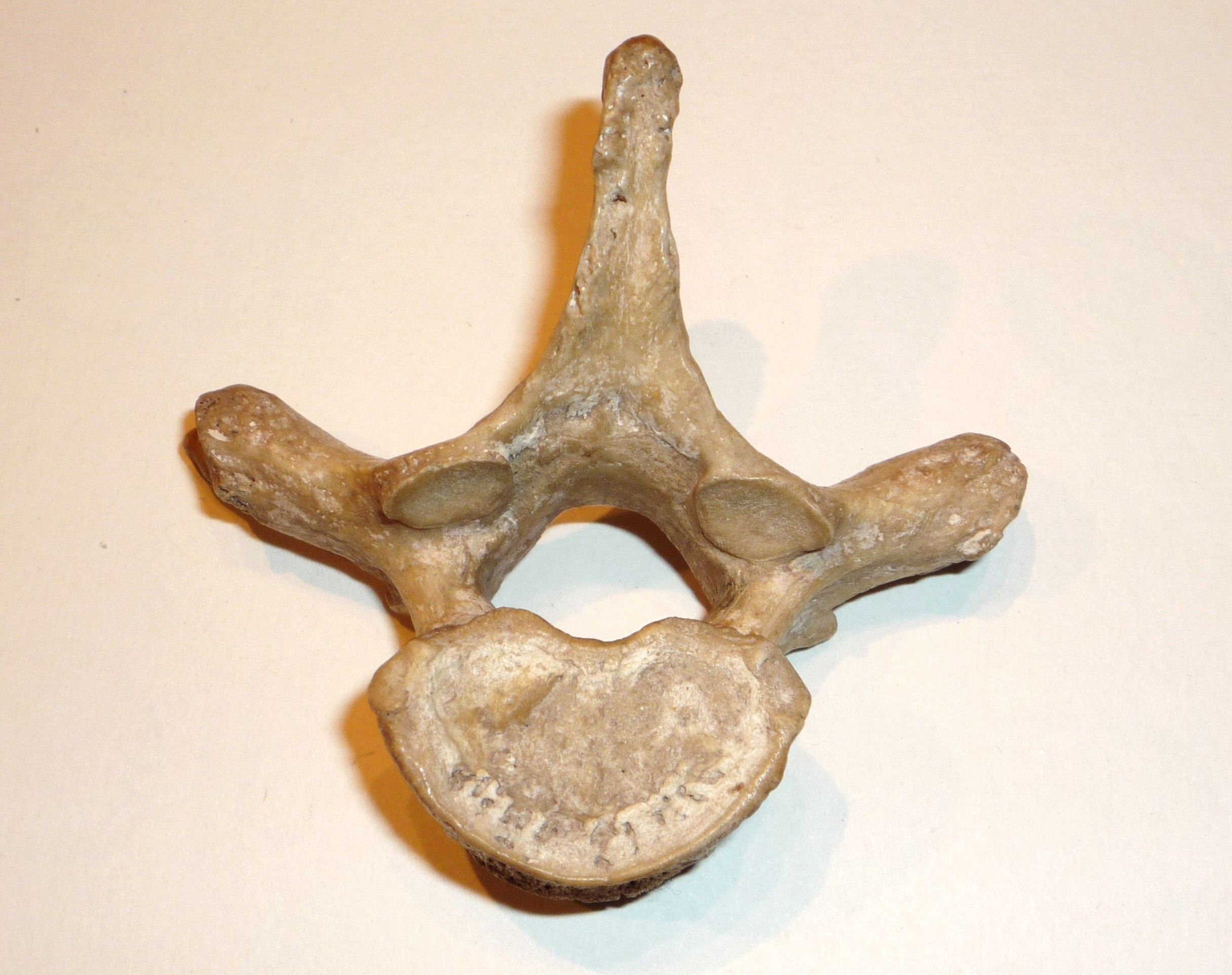
Vista inferiore di una vertebra toracica

È detta vertebra toracica ciascuna delle 12 vertebre che costituiscono il rachide toracico. Sono dette toraciche perché poste lungo la colonna vertebrale all'altezza del torace.

## Caratteristiche
Queste vertebre sono di dimensioni via via crescenti man mano che ci si allontana dal tratto cervicale. Si articolano con le corrispondenti dodici coste il cui complesso costituisce la gabbia toracica, la struttura esoscheletrica con funzione protettiva per i visceri toracici, nonché per parte dei visceri addominali (posti cioè al disotto del muscolo diaframmatico).
Sarà pertanto possibile osservare su ciascuna vertebra le faccette articolari per le coste; si può delineare una struttura generale, benché la prima, la decima, l'undicesima e la dodicesima vertebra sfuggano ad essa. Ciascuna vertebra presenta sul corpo due piccole faccette, poste in vicinanza dei peduncoli, dette faccetta costale superiore ed inferiore, poste al confine con i corrispondenti dischi intervertebrali; non si tratta tuttavia di faccette complete, ma di emifaccette, poiché la testa della costa, si pone tra corpi vertebrali, articolandosi dunque con l'emifaccetta superiore d'una vertebra e con l'emifaccetta inferiore di quella sovrastante. In particolare la costa dello stesso numero della vertebra sarà articolata con la sua emifaccetta superiore.
I peduncoli delle vertebre toraciche originano dalla parte superiore del corpo vertebrale delimitando pertanto una incisura vertebrale assai accentuata. I processi trasversi sono caratterizzati dal presentare anteriormente una faccetta articolare completa per la costa dello stesso numero: ogni costa dunque s'articola sia a livello del corpo sia livello del processo trasverso.
I processi spinosi risultano piuttosto lunghi e inclinati verso il basso, carattere quest'ultimo che s'accentua procedendo verso il basso. Le articolazioni fra una vertebra e l'altra non sono piatte, come nelle vertebre cervicali, ma si realizzano mediante dei processi articolari verticali, muniti posteriormente di una superficie piatta rivestita di cartilagine, a contatto con un'analoga superficie sulla costa superiore. Infine si nota come il foro vertebrale risulti più piccolo che nelle vertebre cervicali o in quelle lombari.

## T1
La prima vertebra toracica si differenzia dallo schema generale in quanto presenta a livello del corpo, superiormente, una faccetta articolare completa per la prima costa, laddove in genere si ha una emifaccetta.

## T10
Nella decima vertebra toracica manca l'emifaccetta inferiore.

## T11 e T12
Le ultime due vertebre toraciche hanno solamente una faccetta articolare completa posta sul corpo vertebrale per la costa dello stesso numero. Mancano della faccetta articolare per il tubercolo della costa grazie al fatto che le ultime due coste (fluttuanti) non si articolano con il processo trasverso. Inoltre presentano alcune caratteristiche che si avvicinano a quelle delle vertebre lombari, come il processo spinoso più corto, l'orientamento dell'articolazione con le vertebre contigue, la presenza, al posto del processo trasverso, dei processi costiforme, mammillare e accessorio.

## Articolazioni
- articolazione intervertebrale
- articolazione costo-vertebrale